# Pseudoerinna jonesi
Pseudoerinna jonesi is een vliegensoort uit de familie van de Pelecorhynchidae. De wetenschappelijke naam van de soort is voor het eerst geldig gepubliceerd in 1919 door Cresson.